# Kis vízicsiga
A kis vízicsiga vagy hasas csőröscsiga (Bithynia leachii) Európában honos, kopoltyúval lélegző, édesvízi csigafaj.

## Külseje
A csigaház 5–12 mm magas, 4–8 mm széles. A ház 4-5 domború kanyarulata igen mély varratokkal kapcsolódik egymáshoz, szinte lépcsőzetesen helyezkednek el egymáson. Színe barnás-szürkés. Héjfedője (operculuma) - ellentétben a rokon faj közönséges vízicsigával - felső részén is lekerekített.
Sokáig úgy vélték, hogy a Bithynia troschelii a kis vízicsigának a keleti alfaja, de 2005-ben Gloer kimutatta, hogy külön fajokról van szó.  

## Elterjedése
Egész Európában megtalálható, keleten egészen Nyugat-Szibériáig előfordul. Dél-Németországban, Csehországban, Ausztriában számuk nagyon megfogyatkozott, veszélyeztetett fajnak számít. Norvégiában nem él, Svédországban az északi szélesség 61°-ig megtalálható. Korábban Észak-Afrikában is megtalálták, de mivel újabb leletek hiányoznak, feltehetően kipusztult. Svájcban 400 m tengerszint fölötti magasságig fordul elő.

## Életmódja
A kis vízicsiga dús növényzetű, lassan mozgó vagy állóvizek (holtágak, tavak, lassú folyók vagy patakok, csatornák) lakója. Mintegy 3 méter mélységig hatol le. A víz sótartalmát 0,5%-ig viseli el. A víz szennyezettségére érzékeny. Petéit május közepétől július végéig rakja. A felnőtt állatok az ősz végén többnyire elpusztulnak, csak a frissen kikelt állatok telelnek át. 